# استان رنال و بلونا
استان رنال و بلونا (به لاتین: Rennell and Bellona Province) یک سکونتگاه مسکونی در جزایر سلیمان است که در جزایر سلیمان واقع شده‌است.

## خصوصیات
استان رنال و بلونا ۶۷۱ کیلومترمربع مساحت و ۳٬۰۴۱ نفر جمعیت دارد.